# SN 2001gm
SN 2001gm – supernowa typu Ia odkryta 15 kwietnia 2001 roku w galaktyce A140151+0505. W momencie odkrycia miała maksymalną jasność 23,40m.